# Jörg Mannes
Jörg Mannes  (* 1969 in Wien) ist ein österreichischer Balletttänzer und Choreograph.

## Leben und Karriere
Mannes erhielt seine Ballettausbildung an der Wiener Staatsoper, in Monte Carlo, London und New York City. Ab 1985 war er Ballettmitglied an der Wiener Staatsoper. 1988 erhielt er ein sechsmonatiges Stipendium an der Pariser Oper und ab 1991 war er Solotänzer an der Deutschen Oper am Rhein in Düsseldorf bei Heinz Spoerli. Er tanzte unter anderem in Choreographien von John Neumeier, John Cranko, William Forsythe oder Rudolf Nurejew.
1994 debütierte Mannes mit März zum 23. Klavierkonzert von Mozart als Choreograph. Als Gastchoreograph war er in Montreal und Indianapolis, am Bolschoi-Theater in Moskau und an der Bayerischen Staatsoper in München tätig. Von 2001 bis 2004 war er am Stadttheater Bremerhaven und von 2004 bis 2006 am Landestheater Linz als Chefchoreograph engagiert. Ab 2006 war er Ballettdirektor an der Oper Hannover. Zur Spielzeit 2019/2020 wurde er von Marco Goecke abgelöst. Zwischenzeitlich choreografiert er als Freiberufler im ganzen deutschsprachigen Raum, etwa im Februar und April 2021 für die Bayerische Staatsoper deren Video-Streaming-Produktionen mit dem Bayerischen Junior Ballett München. Ab der Spielzeit 2022/23 wird Mannes Ballettdirektor beim Theater Magdeburg.

## Choreographien (Auswahl)
- 1994: März, Deutsche Oper am Rhein Düsseldorf (Musik: Wolfgang Amadeus Mozart)
- 1996: 4 Kisses, Ballet Company Indianapolis (Musik: Johann Sebastian Bach)
- 1997: Sieben, Aalto-Theater Essen (Musik: Ludwig van Beethoven)
- 1998: Certide logicon, Deutsche Oper am Rhein Düsseldorf (Musik: Sergei Prokofjew)
- 1999: Lethe, Odeon Wien (Musik: Gabriel Fauré)
- 2000: Carmina Burana, Kasematten Graz (Musik: Carl Orff)
- 2002: Mephisto – Faust – Margarethe, Stadttheater Bremerhaven (Musik: Franz Schubert)
- 2003: Amadeus, Stadttheater Bremerhaven (Musik: Wolfgang Amadeus Mozart)
- 2004: Begegnungen – Claudel Rodin Chopin, Stadttheater Bremerhaven (Musik: Frédéric Chopin, Maurice Ravel)
- 2006: Romeo und Julia, Landestheater Linz (Musik: Sergei Prokofjew)
- 2007: Der Sturm, Bayerische Staatsoper München (Musik: Anton Bruckner, Jean Sibelius, Peter Tschaikowski)
- 2008: Goldberg, Staatsoper Hannover (Musik: Johann Sebastian Bach)
- 2009: Nussknacker und Mausekönig, Staatsoper Hannover (Musik: Peter Tschaikowski)
- 2010: Gefährliche Liebschaften, Staatsoper Hannover (Musik: Mark Polscher, Antonio Vivaldi, Georg Friedrich Händel)
- 2010: Ein Sommernachtstraum, Staatsoper Hannover (Musik: Benjamin Britten, Frank Bridge, Georg Friedrich Händel)
- 2011: Alice im Wunderland, Staatsoper Hannover (Musik: Erik Satie, Antonín Dvořák)
- 2013: Dornröschen, Staatsoper Hannover (Musik: Peter Tschaikowski)
- 2015: Was ihr wollt, Staatsoper Hannover (Musik: Dmitri Schostakowitsch, Sergei Prokofjew)
- 2018: Marilyn, Staatsoper Hannover (Musik: Frank Sinatra, Marilyn Monroe, John Adams, Nine Inch Nails u. a.[5])
- 2019: Nevermore. Ein Abend für Edgar Allan Poe, Staatsoper Hannover (Musik: Stefan Johannes Hanke, Wolfgang Amadeus Mozart), zusammen mit Mauro Bigonzetti

## Auszeichnungen (Auswahl)
- 1999: Concours International de Choreographie Classique Paris 1. Platz für ensemble (Musik: Sergei Prokofjew)
- 2001: Ballettwettbewerb Helsinki, 1. Preis für Pramin (Musik: Nikolai Tscherepnin, Johann Sebastian Bach)
- 2010: Deutscher Theaterpreis Der Faust für Gefährliche Liebschaften (Musik: Mark Polscher, Antonio Vivaldi, Georg Friedrich Händel), Nominierung in den Kategorien Beste Choreographie und Beste darstellerische Leistung im Tanz (für Denis Piza als Valmont)